# Ultraschalllöten
Das Ultraschalllöten ist ein Lötverfahren, das u. a. in der Solarbranche oder Elektroindustrie Anwendung findet. Das Verfahren ermöglicht das flussmittelfreie Löten von nur schwer lötbaren Materialien wie z. B. Glas, Keramik oder Aluminium.